# Поршнев, Георгий Иванович
Георгий Иванович Поршнев (26 апреля 1887, Олонецкая губерния) — 29 октября 1937) — русский и советский библиограф, журналист, издатель, книговед, книготорговец и преподаватель.

## Биография
Родился 26 апреля 1887 года в деревне Минино-Конец Вершининской волости Пудожского уезда Олонецкой губернии в семье крестьян. Семья у их родителей была многодетной. В возрасте 6 лет поступил на учёбу в деревенскую школу, после её окончания учился в Архангельском двуклассном училище и затем в Москве на библиотечных курсах при Народном университете А. Л. Шанявского (последний окончил в 1913 году). В 1903 году был принят на работу в книжные магазины Петербурга.
В 1905 году переехал в Иркутск, где он вплоть до 1920 года работал в книжных магазинах. Будучи книготорговцем, он в Иркутске провёл реорганизацию городских бесплатных народных библиотек, а также в 1917 году основал Иркутское отделение РКП.
В 1920 году переехал в Красноярск и работал в должности уполномоченного РЦКП по Сибири вплоть до 1922 года, а также занимался сотрудничеством с Центропечатью, а также преподавал библиотековедение в Институте народного образования.
В 1922 году переехал в Москву и работал в Госиздате вплоть до 1930 года.
Основные научные работы посвящены вопросам книжного дела и общественной жизни. Автор свыше 300 научных работ.

### Репрессия
В 1930 году был арестован и в 1931 году сослан в Белбалтлаг, где работал в библиотеке. В 1936 году был досрочно освобождён и вернулся в Москву, спустя какое-то время вновь вернулся в Меджвежью гору и в октябре 1937 года был вновь арестован.
Расстрелян 29 октября 1937 года. Был посмертно реабилитирован.

### Семья
Георгий Поршнев в феврале 1907 года. В этом браке родилось трое детей: Борис (05.1909), Галина (01.1911) и Ирина (12.1917), но личная жизнь не сложилась — в 1924 году супруги развелись.

## Сочинения
- Поршнев Г. И. «Я все же жив…»: Письма из неволи [со строительства Беломорско-Балт. канала] / Сост., вступ. ст. и примеч. О. В. Андреевой. — М.: Изд-во МПИ, 1990. — 283 с.: ил